# Cap d'Estaing

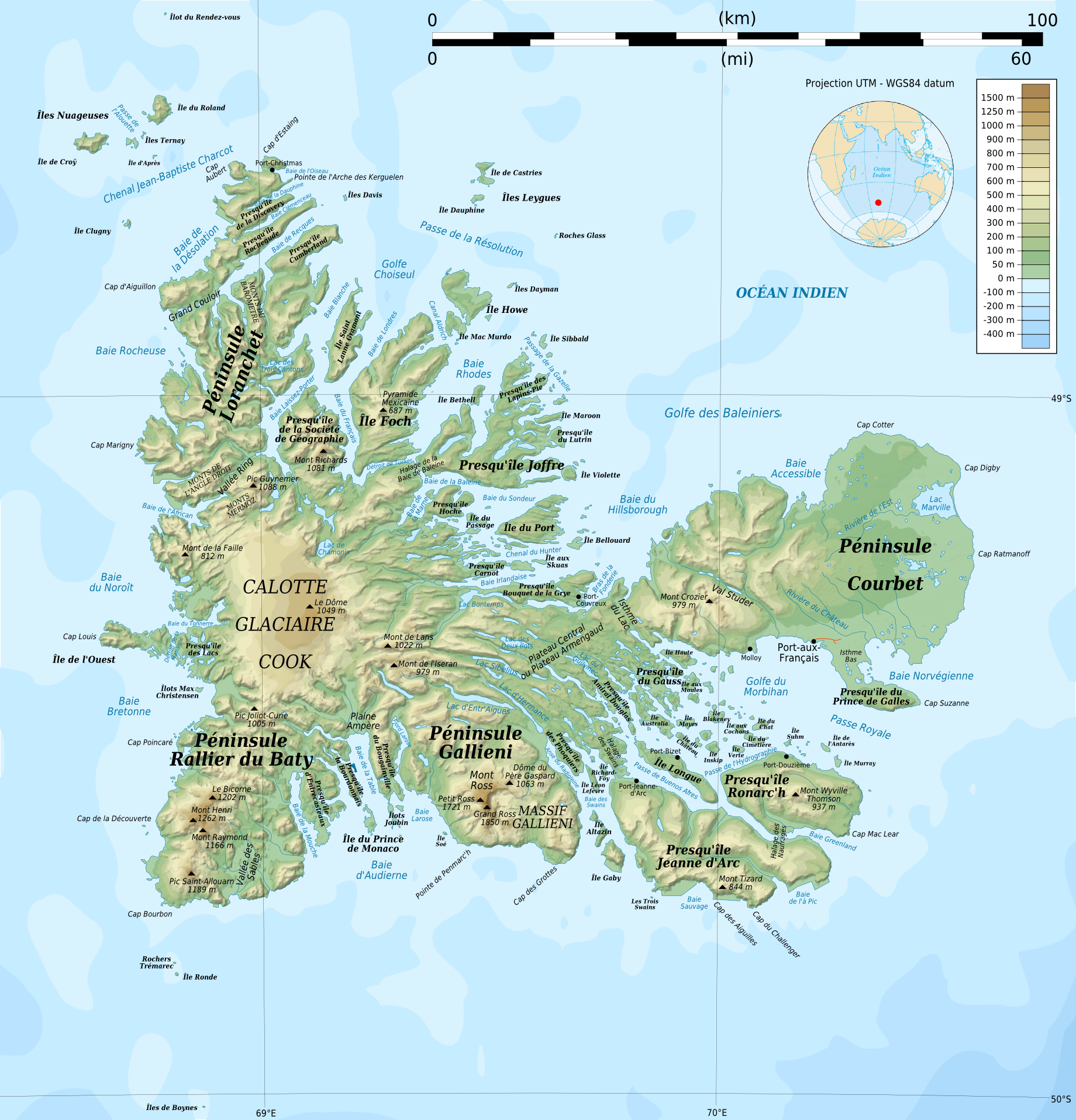
Carte topographique de l'archipel des Kerguelen avec le cap d'Estaing dans la partie nord-ouest de l'archipel.

Le cap d'Estaing est un cap de la péninsule Loranchet et le cap le plus au nord de la Grande Terre des îles Kerguelen dans les Terres australes et antarctiques françaises.

## Géographie
Le cap d'Estaing définit la pointe orientale de la baie Ducheyron (délimitée à l'ouest par le cap Aubert).

## Toponymie
Son nom lui est donné en 1782 par l'amiral Yves Joseph de Kerguelen de Trémarec à l'issue de ses deux voyages de 1772 et 1774 durant lequel il découvre l'archipel. Il fait référence au lieutenant-général de la marine et comte Charles Henri d'Estaing (1729-1794).